# مارگارت مالر
مارگارت مالر(به انگلیسی: Margaret Mahler)، پزشکی مجارستانی بود که بعداً به روان‌شناسی و مخصوصاً روان‌شناسی کودکان علاقه‌مند شد.
مارگارت مالر، به سال ۱۸۹۷ در شوپرون مجارستان به دنیا آمد و از دانشگاه وین، در سال ۱۹۲۳، مدرک پزشکی دریافت کرد. در ۱۹۳۸ به نیویورک نقل مکان کرد و در آنجا در انستیتوی روان‌پزشکی نیویورک مخصوص کودکان، به سمت مشاور مشغول به کار شد. از ۱۹۵۵ تا ۱۹۷۴، در کالج آلبرت انیشتین در مقام استادی به تدریس پرداخت. مالر در ۱۹۸۵ درگذشت.
مارگارت مالر و همهٔ دیگر نظریه پردازان روابط شیء، در دو موضوع اتفاق نظر دارند: (۱) الگوهای افراد در برقرار کردن رابطه با دیگران، در طول کنش و واکنش‌ها (تعاملات) دوران کودکی شکل می‌گیرد و جا می‌افتد و (۲) این الگو، هر چه که هست، در طول زندگی فرد، معمولاً بارها و بارها تکرار می‌شود. مالر معتقد بود که نوزادان بدون توانایی در تفکیک کردن خود از چیزهایی که «جزو خودشان» نیستند، به دنیا می‌آیند. نوزادان در حالتی از «ادغام روانی» یا ترکیب پسیکولوژیک با محیطشان هستند.
مادر و جنین او از لحاظ بیولوژیک، با هم یکی هستند. آن‌ها فقط در ناحیهٔ شکم مادر به هم وصل نشده‌اند؛ زیرا به نظر می‌رسد در همه جای بدن به هم متصلند. آن‌ها به‌طور فیزیکی به هم مرتبط هستند، و هنگامی که اتفاقی برای مادر روی می‌دهد، برای جنین نیز روی می‌دهد، و برعکس.
مالر این موضوع (ارتباط بیولوژیک مادر و فرزند) را به شیوه‌ای پسیکولوژیک‌تر بسط و توسعه داد. وقتی که نوزاد به دنیا می‌آید، در حالتی از «ادغام شخصیتی» با مادر (یا هر کس دیگری که نقش مادر را ایفا می‌کند) است. آیا یکی دانستن شخصیت خود با مادر، به علت عشق زیبا و هارمونیکی است، که آن‌ها نسبت به یکدیگر دارند؟ نه دقیقاً. این ادغام و ترکیب، بیشتر به خاطر وابستگی نوزاد به مادر و مهارت‌های رشد نایافتهٔ وی برای زنده ماندن است؛ بنابراین، وقتی که در حال رشد هستیم و شخصیتمان در حال شکل‌گیری است، این ادغام به تدریج از بین می‌رود و نوزاد به تدریج یک شخصیت مستقل پیدا می‌کند که از شخصیت مادرش متمایز و جدای از آن است. شخصیت او، با شخصیت دیگران نیز تفاوت پیدا می‌کند.

## مراحل رشد شخصیت
مالر عقیده داشت که شخصیت کودک به تدریج، به‌طور کامل مستقل می‌شود و برای توضیح این فرایند، مراحل رشد شخصیت را ارائه داد:
مرحلهٔ اوتیستی (از تولد تا ۲ ماهگی)
نوزاد در یک حالت خواب-مانند از انزوای پسیکولوژیک قرار دارد که شبیه به زمانی است که در رحم مادرش بود. در این حالت، او در اتحاد کامل با مادرش است و نمی‌تواند فرق بین خودش و مادرش را تشخیص دهد. در ذهن نوزاد، مادر در واقع امتداد خود نوزاد است. مرحلهٔ اوتیستی یک سیستم بسته‌است، و همهٔ انرژی هیجانی به بدن خود کودک ارجاع داده می‌شود، و به اشیای بیرونی معطوف نمی‌شود. (اوتیسم، در لغت، به معنای «خودخواهی تا حد نادیده گرفتن کامل دیگران» است).
همزیستی (۲ تا ۶ ماهگی)
حالا، یک آگاهی "تار و مبهم" از "یک فرد دیگر" شروع به ظاهر شدن می‌کند. این "فرد دیگر" به صورت "چیز" (یا شیء) تجربه می‌شود که گرسنگی، تشنگی، و سایر ناراحتیها را از بین می‌برد. رابطهٔ این دو به این صورت است که انگار این "فرد دیگر" فقط به خاطر این وجود دارد که نیازهای نوزاد را برآورده کند (بعضی شوهرها نسبت به همسرانشان چنین تفکری دارند!) هنوز هم بین "من" و "تو" هیچ تمایزی وجود ندارد. کودک خودش را با این "فرد دیگر" ("چیز" یا "شیء") یکی می‌داند.
سر از تخم بیرون آوردن (۶ تا ۱۰ ماهگی)
در این نقطه، دنیای نوزاد اندکی شروع به بازشدن و توسعه یافتن می‌کند. آنچه در حال «سر از تخم درآوردن است»، یک احساس تفاوت بین نوزاد و اشیایی موجود در دنیای اطراف او است. اما این موضوع می‌تواند ترسناک باشد، و کودک خیلی زود امنیت و آرامش مرحلهٔ همزیستی را فراموش می‌کند.
وقتی که نوزادان شروع می‌کنند به بازکردن پسیکولوژیک خود به روی دنیایی بزرگ و بد (بدجنس)، و سفر به اعماق آن، معمولاً می‌خواهند در این سفر چیزی را با خودشان به همراه ببرند. این «چیز» که به آن‌ها آرامش خیال می‌دهد «شیء انتقالی» نام دارد. حتماً در بین خودتان یا اطرافیان بچه‌هایی را دیده‌اید که یک ملافه یا عروسک را همیشه با خودشان این طرف و آن طرف می‌برند. این ملافه به آن‌ها آرامش می‌دهد. این بچه‌های نه، ده‌ماهه، مگر مشکل روانی دارند که این کار را می‌کنند؟ در طول سر از تخم درآوردن، نوزادان به یک اضطراب عجیب و غریب مبتلا می‌شوند: اضطراب از بیگانگان. ترس از غریبه‌ها یا اضطراب نسبت به بیگانه‌ها (بابا این اصطلاح را درست کند) زمانی است که نوزادان از دست کسانی که قبلاً آن‌ها را ندیده‌اند یا با آن‌ها آشنا نشده‌اند، خسته می‌شوند یا حتی از آن‌ها می‌ترسند.
تمرین کردن (۱۰ تا ۱۶ ماهگی): این مرحله‌ای است که در آن، بچه‌های خردسال از استقلال خود کاملاً لذت می‌برند. آن‌ها از جدا بودن خود کاملاً آگاهند، و استقلال خود را به محک آزمایش می‌گذارند. (بعضی روان شناسان معتقدند که کودکان، هنگامی که به نوجوانی می‌رسند، دوباره از این مرحله عبور می‌کنند). تا به حال از بچه‌های این مرحله‌ای کلمهٔ «نه» شنیده‌اید؟ مطمئن هستیم که بارها آن را شنیده‌اید! تکرار استفاده از «نه» مثال خیلی خوبی از «تمرین کردن» استقلال است؛ بنابراین، دفعهٔ بعد که بچهٔ ۱۵ ماهه‌تان سرتان فریاد می‌زند «نه»، صبر پیشه کنید. آن‌ها به زودی خواهند فهمید که در این دنیای بزرگ و ترسناک، تنها هستند. اندکی بیرحمانه به نظر می‌رسد، مگر نه؟
تجدید روابط (۱۶ تا ۲۴ ماهگی)
درست هنگامی که بچه فکر می‌کند کنترل اوضاع در دستش است و همه گوش به فرمانش هستند، اتفاق ناگواری برای اعتماد به نفسش روی می‌دهد: او متوجه می‌شود که کاملاً تنهاست. این موضوع می‌تواند برای همه ترسناک باشد چه برسد به یک کودک یک سال و نیمه! راه حل؟ دوباره با مامان متحد شو! این حالت شبیه به زمانی است که برای اولین بار خانه اجاره کرده‌اید و چون کرایه‌تان چند ماه عقب افتاده‌است، دوان دوان به خانهٔ مادرتان برمی‌گردید (هر چند نمی‌توانیم میزان خجالت در بچه‌های ۲۰ ماهه با میزان خجالت در شما را با هم مقایسه کنیم).
پایداری اشیا (۲۴ تا ۳۶ ماهگی)
بعد از آنکه کودک «به خانه برگشت»، سرانجام خواهد توانست یک احساس هویت یا خودپنداره و احساس امنیت ایجاد کند که به اندازهٔ کافی قوی است که به او اجازه دهد یک بار دیگر استقلال خود را محک بزند. این احساس پایدار از هویت شخصی (خودپنداره) تا اندازه‌ای، به این علت به وجود می‌آید که کودک متوجه می‌شود بین مودهای دایماً در حال نوسان او و حالات ذهنیش، یک ثبات یا یکنواختی وجود دارد. شاید به نوعی عجیب به نظر برسد که صرفاً به این دلیل که وقتی در مود (خلق، حال و حوصلهٔ) کودکانی که هنوز به این مرحله نرسیده‌اند تغییری ایجاد می‌شود، آن‌ها احساس هویت پایدار خود را از دست می‌دهند، اما واقعاً چنین است. کودکانی که هنوز به این مرحله نرسیده‌اند، هر بار که مود موقت یا فکری گذرا را تجربه می‌کنند، در بارهٔ هویت خود شک می‌کنند. اما وقتی که مرحلهٔ پایداری اشیا شروع می‌شود، احساس هویت آن‌ها قویتر می‌شود. پایداری اشیا در نظریهٔ کلاین، شبیه به ماندگاری اشیا در نظریهٔ پیاژه است. در این مرحله، کودک متوجه می‌شود که مادرش هویتی مستقل و مختص به خود دارد و واقعاً یک فرد منفک و متمایز است.
نقطهٔ قوت نظریهٔ مالر، توصیف بسیار عالی او از مراحل رشد روانی کودک از لحظهٔ تولد تا سال‌های بعد است که بر اساس مشاهدات تجربی او و همکارانش از تعاملات مادر-فرزند قرار داشتند. البته بسیاری از حدسیات او صرفاً بر اساس واکنش‌هایی قرار دارند که کودکانی که هنوز زبان باز نکرده‌اند از خودشان نشان می‌دهند، ولی با این حال، ایده‌های وی را می‌توان به بزرگسالان نیز تعمیم داد. هر اشتباهی که در سه سال اول زندگی روی می‌دهد، ممکن است باعث شود فرد، در بزرگسالی، به همان مرحله‌ای «بازگشت» کند که در آن، هنوز از استقلال خود از مادرش را به دست نیاورده بود و در نتیجه، احساس هویت شخصی نداشت.